# Rezerwat przyrody Wiosło Małe
Rezerwat przyrody Wiosło Małe – florystyczny rezerwat przyrody na obszarze Kociewia nad zachodnim brzegiem Wisły, na terenie gminy Gniew w województwie pomorskim. Został utworzony w roku 1965. Jego powierzchnia wynosi 21,88 ha. Rezerwat utworzono w celu ochrony rzadkich gatunków stepowo-leśnych, które wypierane są przez roślinność krzewiastą i drzewiastą oraz inną roślinność zielną.
W trakcie inwentaryzacji przeprowadzonej w 2012 roku stwierdzono występowanie na terenie rezerwatu 144 gatunków roślin naczyniowych, w tym 5 objętych ochroną ścisłą (lilia złotogłów, listera jajowata, paprotka zwyczajna, wawrzynek wilczełyko i przylaszczka pospolita) oraz 5 chronionych częściowo (kruszyna pospolita, kopytnik zwyczajny, przytulia wonna, konwalia  majowa i bluszcz pospolity). Stwierdzono także obecność 17 gatunków mszaków, w tym objętych ochroną częściową rokieta pierzastego i brodawkowca czystego oraz zagrożonego wymarciem parzocha szerokolistnego.
Na terenie rezerwatu urządzono ścieżkę dydaktyczną.
Najbliższymi miejscowościami są: osada Małe Wiosło, od której pochodzi nazwa rezerwatu, Opalenie i Widlice.